# نیانرونگ
نیانرونگ (به لاتین: Nyainrong) یک شهرک در جمهوری خلق چین است که در شهرستان نیانرونگ واقع شده‌است.